# Овчаров Сергій Якович
Сергій Якович Овчаров (рос. Сергей Яковлевич Овчаров; нар. 15 червня 1905; Кагарлик, Київська губернія — пом. ?) — радянський український чекіст, член товариства «Динамо».

## Біографія
Росіянин, освіта середня.
В РСЧА з 15 вересня 1923 року. Член комуністичної партії з 1928 року.
Учасник велопробігу Одеса — Владивосток (1935).
15 вересня 1936 року отримав звання лейтенанта держбезпеки.
До 2 вересня 1937 року був начальником навчальної групи Київської міжкрайової школи ГУДБ НКВС СРСР.
19 червня 1938 року старший інспектор 3 відділу управління місць позбавлення волі НКВС УРСР був призваний з запасу і відряджений у розпорядження начальника Бамлагу НКВС.
Станом на 15 січня 1945 року мав звання майора державної безпеки.
З 1947 року — заступник начальника (?) Нижньо-Амурського виправно-трудового табору.
Закінчив службу в НКВС 11 серпня 1954 року у званні підполковника.

## Нагороди
- знак «Почесний працівник ВНК-ДПУ»[1] (28 листопада 1935)
- орден «Знак Пошани»[1] (двічі: 8 січня 1936[6] і 18 травня 1948[7])
- орден Червоного Прапора[1] (15 січня 1945[5])